# Shelly (Minnesota)
Shelly es una ciudad ubicada en el condado de Norman en el estado estadounidense de Minnesota. En el Censo de 2010 tenía una población de 191 habitantes y una densidad poblacional de 349,5 personas por km².

## Geografía
Shelly se encuentra ubicada en las coordenadas 47°27′30″N 96°49′11″O / 47.45833, -96.81972. Según la Oficina del Censo de los Estados Unidos, Shelly tiene una superficie total de 0.55 km², de la cual 0.55 km² corresponden a tierra firme y (0%) 0 km² es agua.

## Demografía
Según el censo de 2010, había 191 personas residiendo en Shelly. La densidad de población era de 349,5 hab./km². De los 191 habitantes, Shelly estaba compuesto por el 94.24% blancos, el 0% eran afroamericanos, el 3.14% eran amerindios, el 0.52% eran asiáticos, el 0% eran isleños del Pacífico, el 0% eran de otras razas y el 2.09% pertenecían a dos o más razas. Del total de la población el 8.9% eran hispanos o latinos de cualquier raza.